# Lime II (álbum de Lime)
Lime II es el segundo álbum de estudio del grupo canadiense Lime. Fue lanzado en 1982 por el sello discográfico Matra Records. Se extrajeron los sencillos "Babe, We're Gonna Love Tonite" (n.º 6 de la US Dance Charts), "A Man and a Woman", "Come and Get Your Love" (n.º 18 de la US Dance Charts) y "Wake Dream".

## Lista de canciones
| N.º | Título                          | Duración |  |
| 1.  | «Come and Get Your Love»        | 8:07     |  |
| 2.  | «Help Yourself»                 | 6:07     |  |
| 3.  | «A Man and a Woman»             | 6:45     |  |
| 4.  | «Wake Dream»                    | 7:05     |  |
| 5.  | «Babe, We're Gonna Love Tonite» | 6:51     |  |